# Ochoa
Ochoa ist ein insbesondere im spanischen Sprachraum verbreiteter Familienname.

## Herkunft und Bedeutung
Ochoa ist von einem baskischen Spitznamen mit der Bedeutung „Wolf“ abgeleitet.

## Namensträger
- Amparo Ochoa (1946–1994), mexikanische Sängerin
- Anisleidis Ochoa (* 2000), kubanische Leichtathletin
- Armando Xavier Ochoa (* 1943), US-amerikanischer Priester, Bischof von Fresno
- Arnaldo Ochoa (1930–1989), kubanischer General
- Carlos Ochoa (* 1980), venezolanischer Radrennfahrer
- Carlos Ochoa Mendoza (* 1978), mexikanischer Fußballspieler
- Daniel Ochoa (* 1979), deutscher Lied-, Konzert- und Opernsänger (Bariton)
- David Ochoa (* 2001), US-amerikanischer Fußballtorwart
- Eduardo López Ochoa (1877–1936), spanischer General
- Eduardo Muñoz Ochoa (* 1968), mexikanischer römisch-katholischer Geistlicher, Bischof von Autlán
- Eliades Ochoa (* 1946), kubanischer Gitarrist und Sänger
- Ellen Ochoa (* 1958), US-amerikanische Astronautin
- Eugenio de Ochoa (1815–1872), spanischer Schriftsteller und Kritiker
- Fabio Ochoa Restrepo (1923–2002), Patriarch der kolumbianischen Ochoa-Familie
- Fabio Ochoa Vásquez (* 1957), kolumbianischer Drogenhändler
- Federico Ochoa (* 1940), mexikanischer Fußballspieler und -trainer
- Florencio Olvera Ochoa (1933–2020), mexikanischer Geistlicher, Bischof von Cuernavaca
- Gabriel Ochoa Uribe (1929–2020), kolumbianischer Fußballspieler und -trainer
- Guillermo Ochoa (* 1985), mexikanischer Fußballtorhüter
- Iñaki Ochoa de Olza (1967–2008), spanischer Extrembergsteiger
- Israel Ochoa (* 1964), kolumbianischer Straßenradrennfahrer
- Jacinto Vásquez Ochoa (1909–1980), kolumbianischer römisch-katholischer Geistlicher, Bischof von Espinal
- José Manuel Ochoa Bojórquez, mexikanischer Filmproduzent, Regisseur und Drehbuchautor, siehe José Bojórquez
- Juan Cruz Ochoa (* 1979), spanischer Fußballspieler
- Leonorilda Ochoa Pagaza (1937–2016), mexikanische Schauspielerin
- Lorena Ochoa (* 1981), mexikanische Golfspielerin
- Lucas Ochoa (* 1949), mexikanischer Fußballspieler
- Luis G. Zorrilla Ochoa, (1930–2008), mexikanischer Botschafter
- Manuel Ochoa (Musiker) (1925–2006), kubanischer Musiker
- Manuel Ochoa (Kanute) (* 1998), spanischer Kanute
- Manuel López Ochoa (1933–2011), mexikanischer Schauspieler und Sänger
- Marianela Balbi Ochoa, venezolanische Journalistin und Menschenrechtlerin
- Mario Ochoa (* 1927), mexikanischer Fußballspieler
- Miguel Ángel Ochoa (* 1944), spanischer Fußballspieler
- Óscar Augusto Múnera Ochoa (* 1962), kolumbianischer Bischof
- Raymond Ochoa (* 2001), US-amerikanischer Schauspieler und Synchronsprecher
- Richard Ochoa (1984–2015), venezolanischer Radrennfahrer
- Ryan Ochoa (* 1996), US-amerikanischer Schauspieler und Synchronsprecher
- Severo Ochoa (1905–1993), spanisch-US-amerikanischer Biochemiker
- Víctor Manuel Ochoa Cadavid (1962–2025), kolumbianischer Geistlicher, Militärbischof von Kolumbien